# Nullanullia
Nullanullia is een geslacht van rechtvleugeligen uit de familie Gryllacrididae. De wetenschappelijke naam van dit geslacht is voor het eerst geldig gepubliceerd in 1990 door Rentz.

## Soorten
Het geslacht Nullanullia omvat de volgende soorten:
- Nullanullia kotla Rentz, 1990
- Nullanullia maitlia Rentz, 1990